# Wellsville (Ohio)
Wellsville – wieś w Stanach Zjednoczonych, w stanie Ohio, w hrabstwie Columbiana.